# 문정로 (대전)
 문정로(Munjeong-ro)는 대전광역시 서구 탄방동 숭어리샘네거리에서 서구 둔산동을 잇는 도로이다.

## 주요 경유지
대전광역시
- 서구 (탄방동 . 둔산동)

## 노선
| 이름           | 접속 노선                         | 소재지     | 소재지 | 소재지 | 비고 |
| -------------- | --------------------------------- | ---------- | ------ | ------ | ---- |
| 숭어리샘네거리 | 국도 제32호선 (계룡로)            | 대전광역시 | 서구   | 탄방동 |      |
| 보라매삼거리   | 대전광역시도 제126호선 (둔산서로) | 대전광역시 | 서구   | 둔산동 |      |
| 한가람네거리   | 탄방로 문예로                     | 대전광역시 | 서구   | 탄방동 |      |
| 공작네거리     | 둔산남로                          | 대전광역시 | 서구   | 탄방동 |      |
| 문정네거리     | 둔산로                            | 대전광역시 | 서구   | 둔산동 |      |
| 국화삼거리     | 문예로                            | 대전광역시 | 서구   | 둔산동 |      |
| 가람네거리     | 둔산북로                          | 대전광역시 | 서구   | 둔산동 |      |
| 재뜰네거리     | 한밭대로                          | 대전광역시 | 서구   | 둔산동 |      |
| 수정삼거리     | 대전광역시도 제124호선 (청사로)   | 대전광역시 | 서구   | 둔산동 |      |
| (이름없음)     | 유등로                            | 대전광역시 | 서구   | 둔산동 |      |

## 주요 건물 및 시설
- S-OIL 극동유화 한밭주유소 (문정로 3/둔산동 1142)
- 국민연금공단 서대전지사 (문정로 6/둔산동 609)
- GS칼텍스 월드컵주유소 (문정로 12/탄방동 606)
- 한국타이어 T스테이션 대전서구점 (문정로 25/둔산동 1245)
- SKT 둔산동사옥 (문정로 37/탄방동 596)
- SKT 둔산동신사옥 (문정로 37/탄방동 594)
- 이디야커피 대전SK점 (문정로 41/탄방동 594)
- 대전고용복지플러스센터(문정로 56/탄방동 659)
- 뚜레쥬르 대전탄방역점 (문정로 64/탄방동 701)
- 커피빈 대전탄방동점 (문정로 76/탄방동 747)
- GS25 둔산로데오점 (문정로 77/탄방동 746)
- 메가박스 대전 문정로 77/탄방동 746)
- 스타벅스 대전탄방점 (문정로 78/탄방동 748)
- 설빙 대전시청점 (문정로 82/탄방동 750)
- 이마트24 대전탄방점 (문정로 84/탄방동 751)
- CGV 대전탄방 (문정로 85/탄방동 744)
- 빽다방 대전탄방세이점 (문정로 86/탄방동 752)
- 써브웨이 대전탄방점 (문정로 88/탄방동 753)
- 쉐보레 대전둔산전시장 (문정로 90/탄방동 754)
- 삼성디자인프라자 탄방점 (문정로 92/탄방동 791)
- GS25 대전둔산점 (문정로 114/탄방동 837)
- 농협 대전우유농협 남둔산지점 (문정로 118/탄방동 839)
- 파리바게뜨 대전탄방점 (문정로 134/탄방동 1026)
- 농협 대전 원예농협 둔산로지점 (문정로 136/탄방동 1027)
- 탄방119안전센터 (문정로 142/탄방동 1031)
- 베스킨라빈스대전충남고점 (문정로 166/둔산동 1880)
- 충남고등학교 (문정로 171/둔산동 1513)
- 대전문정초등학교 (문정로 180/둔산동 1813)
- 대전탄방중학교 (문정로 181/둔산동 1512)
- 던킨대전세이브브존점 (문정로 201/둔산동 1809)
- 맥도날드세이브존대전점 (문정로 201/둔산동 1809)
- 한밭초등학교 (문정로 221/둔산동 1386)
- 대전삼천중학교 (문정로 271/둔산동 911)
- 대전서원초등학교 (문정로 279/둔산동 910)